# サンティアーゴ・デ・クーバ州
サンティアーゴ・デ・クーバ州（サンティアーゴ・デ・クーバしゅう、西：Santiago de Cuba Province）はキューバの州（地方行政区分）のうちのひとつである。州都はサンティアーゴ・デ・クーバ。キューバでは2番目に人口の多い州である。鉄やニッケルなどの鉱物資源が豊富である。経済的には、バナナ、カカオ、コーヒーのプランテーション栽培による農業が中心となっている。州都のサンティアーゴ・デ・クーバ周辺を中心に、観光産業も発展しつつある。

## 歴史
サンティアーゴ・デ・クーバ州は、キューバの独立や、1959年のキューバ革命などで、歴史的に多くの戦闘の舞台となった。山がちの地形であるためゲリラ戦が多用された。1976年までキューバは6つの州に分かれていたが、その間はオリエンテ州(Oriente)に属していた。(1905年以前はオリエンテ州自体が、サンティアーゴ・デ・クーバ州と呼ばれていた) 現在のサンティアーゴ・デ・クーバ州は、旧オリエンテ州の中南部のエリアに当たる。

## 隣接州
- グランマ州
- オルギン州
- グァンタナモ州

## 自治体
| 自治体名                          | 人口 (2004) | 面積 (km²) | 位置                                                              | 備考 |
| --------------------------------- | ----------- | ---------- | ----------------------------------------------------------------- | ---- |
| Contramaestre                     | 101832      | 610.3      | 北緯20度18分0秒 西経76度15分2秒 / 北緯20.30000度 西経76.25056度   |      |
| Guamá                             | 35516       | 965        | 北緯19度58分34秒 西経76度24分35秒 / 北緯19.97611度 西経76.40972度 |      |
| Mella                             | 33667       | 335.2      | 北緯20度22分10秒 西経75度54分39秒 / 北緯20.36944度 西経75.91083度 |      |
| パルマ・ソリアーノ(Palma Soriano) | 124585      | 845.8      | 北緯20度12分51秒 西経75度59分30秒 / 北緯20.21417度 西経75.99167度 |      |
| サン・ルイス(San Luis)            | 88496       | 765        | 北緯20度11分17秒 西経75度50分55秒 / 北緯20.18806度 西経75.84861度 |      |
| サンティアーゴ・デ・クーバ        | 472255      | 1023.8     | 北緯20度02分25秒 西経75度48分53秒 / 北緯20.04028度 西経75.81472度 | 州都 |
| Segundo Frente                    | 40885       | 540        | 北緯20度24分43秒 西経75度31分43秒 / 北緯20.41194度 西経75.52861度 |      |
| Songo-La Maya                     | 100287      | 721        | 北緯20度10分24秒 西経75度38分46秒 / 北緯20.17333度 西経75.64611度 |      |
| Tercer Frente                     | 30457       | 364        | 北緯20度10分19秒 西経76度19分38秒 / 北緯20.17194度 西経76.32722度 |      |